# Khmilnyk
Khmilnyk (em ucraniano:  Хмільник, em russo:  Хмельник, em polonês/polaco:  Chmielnik) é uma cidade da Ucrânia, situada no Oblast de Vinnytsia. Tem 20,5 km² de área e sua população em 2020 foi estimada em 27.398 habitantes.